# Julie Bovasso
Julia Anne „Julie“ Bovasso (* 1. August 1930 in Brooklyn, New York; † 14. September 1991 in New York City, New York) war eine US-amerikanische Schauspielerin und Dramatikerin.

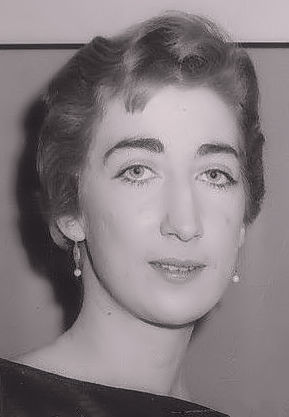
Julie Bovasso (1956)

## Leben und Karriere
Bovasso wuchs in Brooklyns Stadtteil Bensonhurst in einer Familie italienischer Herkunft auf. Sie machte sich zunächst in den 1950er-Jahren als Theaterschauspielerin am New Yorker Off-Broadway einen Namen, wobei sie insbesondere in avantgardistischen Stücken auftrat. Sie wurde auch als „die Frau, die das Absurde Theater nach Amerika brachte“, bezeichnet, da sie mit ihrem Mitte der 1950er-Jahre gegründeten Theater Tempo Playhouse on St. Marks Place die Werke von Autoren wie Jean Genet, Eugène Ionesco und Michel de Ghelderode erstmals professionell in den USA aufführte. Schließlich schrieb sie auch selbst eine Reihe von Stücken, die sie zur Aufführung brachte, und in einem ähnlich „absurden“ Stil verfasst waren. Als Theaterschauspielerin war sie vielfach ausgezeichnet: Für ihre Darstellung in Die Zofen von Jean Genet gewann sie 1956 den erstmals vergebenen Obie Award; 1970 gewann sie als beste Dramatikerin, Regisseurin und Schauspielerin für ihr Stück Gloria and Esperanza gleich drei Obie Awards auf einmal. Außerdem erhielt sie 1972 den Drama Desk Award sowie den Outer Critics Circle Award als Beste Schauspielerin in 1972 für ihre Darstellung in Genets Die Wände.
Obgleich in erster Linie Theaterschauspielerin geblieben, absolvierte Bovasso insbesondere von Ende der 1970er-Jahre bis zu ihrem Tod auch Film- und Fernsehauftritte. Bereits von 1958 und 1960 war sie in der Rolle der Rose Corelli Fraser in der Seifenoper From These Roots zu sehen gewesen. Auf der Kinoleinwand wurde sie als Mutter von John Travoltas Hauptfigur in dem weltweit erfolgreichen Tanzfilm Saturday Night Fever von 1977 bekannt, auch in der sechs Jahre später erscheinenden Fortsetzung  Staying Alive verkörperte sie diese Rolle. Im Verlaufe der 1980er-Jahre trat sie in weiteren Hollywood-Filmen in Nebenrollen auf, ohne allerdings dauerhaft nach Hollywood zu ziehen, denn die meisten ihrer Filme wurden „on location“ an der Ostküste der USA gedreht. So spielte sie unter anderem neben Paul Newman und Charlotte Rampling in dem Gerichtsdrama The Verdict (1982), als die Tante von Chers Hauptfigur in dem mit drei Oscars ausgezeichneten Romanze Mondsüchtig (1987) und als Mutter von Steve Martin in der Komödie My Blue Heaven (1990). Außerdem war sie bei den Filmen Die Ehre der Prizzis und Mondsüchtig als Schauspiellehrerin verpflichtet, um den Darstellern glaubwürdige italoamerikanische Akzente beizubringen.
Julie Bovasso war zweimal verheiratet, mit dem Schauspieler Len Wayland und dem Maler George Earl Ortman, beide Ehen wurden geschieden. Im September 1991 starb sie im Alter von 61 Jahren an einer Krebserkrankung.  Der Regisseur Sidney Lumet, mit dem sie etwa bei The Verdict zusammenarbeitete, würdigte sie als „eine der besten Schauspielerinnen, die wir je in diesem Land hatten“.

## Filmografie (Auswahl)
- 1958–1960: From These Roots (Fernseh-Seifenoper, feste Rolle)
- 1960: Der Eismann kommt (Eugene O'Neill’s The Iceman Cometh, Fernsehfilm)
- 1963: Preston & Preston (The Defenders, Fernsehserie, 1 Folge)
- 1970: Tell Me That You Love Me, Junie Moon
- 1977: Saturday Night Fever
- 1978: Nur ich und du (Just Me and You, Fernsehfilm)
- 1980: Der Krabben-Krieg (King Crab, Fernsehfilm)
- 1980: Willie & Phil
- 1982: The Verdict – Die Wahrheit und nichts als die Wahrheit (The Verdict)
- 1983: Staying Alive
- 1983: Daniel
- 1985: Im Dschungel des Bösen (Doubletake, Miniserie, 2 Folgen)
- 1986: Triumph des Herzens (A Time to Triumph, Fernsehfilm)
- 1986: Miami Vice (Fernsehserie, Folge 2x15)
- 1986: Off Beat – Laßt die Bullen tanzen (Off Beat)
- 1986: Wise Guys – Zwei Superpflaumen in der Unterwelt (Wise Guys)
- 1987: Cagney & Lacey (Fernsehserie, Folge 7x06)
- 1987: Mondsüchtig (Moonstruck)
- 1988: Hot Paint – Eine verdammt heiße Ware (Hot Paint, Fernsehfilm)
- 1990: Familienehre (Betsy’s Wedding)
- 1990: My Blue Heaven
- 1991: The Man in the Family (Fernsehserie, 7 Folgen)
- 1992: No Surrender – Schrei nach Gerechtigkeit (Article 99)